# THX 1138
THX 1138 [tiː eɪtʃ ɛks wʌn wʌn θriː eɪt] ist ein US-amerikanischer Science-Fiction-Film von Produzent, Drehbuchautor und Regisseur George Lucas aus dem Jahr 1971. Er ist der erste Film in Spielfilmlänge von George Lucas und basiert auf dessen Kurzfilm Electronic Labyrinth: THX 1138 4EB, der im Jahr 1967 während Lucas’ Studentenzeit produziert wurde. Der Film gilt als eines der bedeutendsten Science-Fiction-Werke des New Hollywood.
Das Thema des Films ist die Furcht vor dem Identitätsverlust des Einzelnen in einer zunehmend technisierten und zentralistischen Gesellschaft. Als Umgebung spielt er in einer dystopisch gedachten Technokratie. Der Film wirft zudem die Frage nach dem freien Willen eines Menschen auf.

## Handlung
Der Film zeigt eine Gesellschaft, in der die Menschen in einer hochautomatisierten und -effizienten, unterirdischen Anlage leben. Die Namen der Menschen bestehen aus einem dreistelligen Präfix gefolgt von einer Nummer. Durch Zwangsmedikation von Psychopharmaka wird das Verhalten der Menschen reguliert und ihre Leistungsfähigkeit gesteigert. Medikamentenverweigerung und Geschlechtsverkehr, der als verderbliche sexuelle Perversion gesehen wird, sind schwere Verbrechen. Eine vollständige Überwachung stellt sicher, dass das nicht passiert bzw. geahndet wird.
LUH 3417 arbeitet in einer Überwachungsstelle. Sie überwacht die Stadt im Allgemeinen und die Einnahme von Medikamenten im Speziellen und beantwortet Fragen der Bürger mit vorgefertigten Bandansagen. Sie wird von ihrem Vorgesetzten, SEN 5241, dabei beobachtet, wie sie ihren Mitbewohner, THX 1138, an seiner Arbeitsstelle, einer Androidenfabrik, beobachtet. Während sie ihn beobachtet, kommt es in einer anderen Abteilung der Fabrik zu einem Unfall und einer kleinen nuklearen Explosion. Auf dem Heimweg sucht THX eine Unikapelle auf und bittet die virtuelle Gottheit Omm um Rat. Dessen Antwort besteht aus einer automatisierten und wenig sachbezogenen Bandansage.
Zuhause angekommen ignoriert THX LUHs emotional geprägte Fragen und beginnt sich Hologrammsendungen anzusehen. Er sieht einer Nackttänzerin zu und lässt sich dabei von einem automatisierten Masturbator befriedigen. Währenddessen tauscht LUH, die bereits unter dem Verdacht steht, Drogenvermeidung zu betreiben, Medikamente in THX’ Ration aus. Nachdem sich THX hat befriedigen lassen, wechselt er das Programm zu einem Sender, auf dem ununterbrochen ein Mensch von Roboterpolizisten verprügelt wird. Entnervt wechselt LUH das Programm, und THX nimmt seine Abendration mit der präparierten Medikation zu sich.
Bis zu diesem Zeitpunkt macht THX – im Gegensatz zu LUH – in jeder Situation einen emotional unbewegten, gleichgültigen Eindruck. Kurz darauf macht sich die geänderte Medikation bemerkbar, und er versucht seiner Unruhe mit mehr Psychopharmaka entgegenzusteuern, bricht dabei aber vor dem Medikamentenschrank zusammen. Dadurch wird SEN auf die Geschehnisse in ihrer Wohneinheit aufmerksam. LUH und THX haben erstmals Sex miteinander und stellen fest, dass sie ineinander verliebt sind und sich weiterhin dem System entziehen wollen, indem sie zur Oberfläche fliehen.
SEN ändert LUHs Einsatzplan und erklärt THX, von diesem zur Rede gestellt, dass er seine Privilegien und Computerkenntnisse benutzt hat, um das System zu manipulieren, damit THX SENs Wohneinheit zugeteilt wird. Da das illegal ist, wird SEN von THX denunziert.
THX tritt seine letzte Schicht an, steht jedoch durch die fehlenden leistungssteigernden Medikamente unter starkem Stress. Durch die ungewöhnlichen biometrischen Signale alarmiert, ordnen die Kontrolleure eine „Denksperre“ bei ihm an. Diese Prozedur führt zu einer vollkommenen Starre von THX, der allerdings gerade bei einem besonders heiklen Arbeitsschritt mit radioaktivem Material ist. Dadurch kommt es fast zu einer weiteren nuklearen Explosion. Bei der Untersuchung des Vorfalls wird aufgedeckt, dass THX sich der Medikamentenverweigerung und der sexuellen Perversion mit LUH schuldig gemacht hat, und er wird festgenommen.
Vor Gericht wird THX für unheilbar erklärt. Eine sofortige Vernichtung wird abgelehnt, stattdessen soll er konditioniert und in Gewahrsam gehalten werden. Nach der Konditionierung trifft THX auf LUH, die ebenfalls festgenommen wurde. LUH sagt THX, dass sie schwanger ist, sie haben erneut Sex miteinander und werden nach kurzem Kampf mit zwei Roboterpolizisten voneinander getrennt. Anschließend landet THX in einer Verwahrungsanstalt für mental Auffällige und Unangepasste (einem weißen, scheinbar wandlosen Raum ohne sichtbaren Ausgang). SEN, der wegen seiner Systemmanipulation inzwischen gleichfalls festgenommen wurde, befindet sich auch dort. THX entschließt sich zur Flucht, und SEN folgt ihm dabei.
Sie laufen durch den scheinbar grenzenlosen leeren Raum. Unterwegs treffen sie auf SRT, einen Darsteller aus den Hologrammsendungen, der von sich behauptet, ein materialisiertes Hologramm mit eigenem Willen zu sein, das sich die Realität anschauen will. Er schließt sich ihnen an und führt die Gruppe zum Ausgang. Fortan werden die drei von der Staatsmacht in Form von Androiden-Polizisten verfolgt. Die für die Ergreifung von THX verantwortliche Stelle legt eine maximale Summe fest, die für seine Verhaftung aufgewendet werden darf. Sämtliche damit zusammenhängende Tätigkeiten sind automatisch einzustellen, sobald diese Summe überschritten wird.
SEN wird in einem Gedränge von den beiden anderen getrennt. Er erreicht allein den Rand der Stadt und einen Tunnel, der weiter ins Ungewisse führt. Als SEN jedoch sieht, wie dunkel und schmutzig der Tunnel ist und dass dort auch Ungeziefer lebt, verlässt ihn der Mut weiterzugehen und er kehrt in die Stadt zurück. Dort sucht er die zentrale Unikapelle auf und betet zu Omm. Er beteuert sich ändern zu können und bittet um einen Neuanfang, wird von einem Priester unterbrochen und flüchtet. Kurz darauf setzt er sich auf eine Bank und unterhält sich mit einigen spielenden Kindern, während er von den Überwachungskameras identifiziert wird. Den wenig später eintreffenden Polizei-Robotern stellt er sich widerstandslos.
Auf ihrer Flucht sucht THX nach LUH und erfährt, dass sie vernichtet wurde, da die Suche nach ihrer Nummer nur den Aufenthaltsort eines heranwachsenden Fötus in vitro zutage fördert, dem die Nummer bereits neu zugewiesen wurde. THX und SRT stehlen jeweils ein Auto, doch SRT ist mit der Bedienung seines Wagens überfordert. Er verunglückt kurz nach dem Diebstahl und THX setzt die Flucht alleine fort. Nach einer Kollision mit einer Baustelle flüchtet THX zu Fuß weiter und gelangt zu einem Schacht, der zur Erdoberfläche führt. Er klettert dicht gefolgt von Polizei-Robotern an einer Leiter durch den Schacht nach oben.
Da das für die Polizeiaktion bereitgestellte Budget überschritten wird, brechen die Verfolger, nur wenige Meter hinter THX, die Suche ab, rufen ihm aber noch zu, dass er außerhalb der Schale nicht überleben könne. THX gelangt zur Oberfläche und sieht der untergehenden Sonne entgegen; mehrere Vögel fliegen über ihn hinweg.

## Entstehungsgeschichte

### Produktion
Zusammen mit George Lucas gründete Francis Ford Coppola 1969 das Studio American Zoetrope in San Francisco. Dabei hatte Coppola den Posten des stellvertretenden Geschäftsführers der neuen Firma Lucas überlassen und versprach ihm, dass der erste Film des Unternehmens THX 1138 sein würde. Diese Zusage hatte er in der optimistischen Annahme gemacht, dass Warner Bros.-Seven Arts die Produktion des Films übernehmen würde.

#### Drehbuch
George Lucas teilte während seines Studiums mit seinen Kommilitonen Matthew Robbins und Walter Murch die Idee für einen Film, in dem eine Person auf der „Flucht vor der Polizei“ ist und dabei von einem allgegenwärtigen Kameraauge wie dem Großen Bruder in 1984 beobachtet wird. Robbins und Murch verfassten daraufhin ein zweiseitiges Drehbuch-Treatment, dessen erste Fassung vom 4. Oktober 1966 noch den Titel Break Out trug. Lucas schrieb auf Basis des Treatments später das Drehbuch zum Studentenkurzfilm Electronic Labyrinth: THX 1138 4EB, den er 1967 auch verfilmte.
Während einer Odyssee von New York nach Nebraska mit seinem Freund Francis Ford Coppola, bezüglich der Produktion des Films Liebe niemals einen Fremden, schrieb Lucas eine erste Drehbuchfassung von THX 1138, die auf dem bereits von ihm realisierten Kurzfilm basierte. Dabei konnte Lucas Coppola bei den Dreharbeiten begleiten und gleichzeitig an seinem Drehbuch arbeiten. Diese erste Fassung vom 1. November 1968 war ein unfertiger Entwurf.
Als Lucas sein Drehbuch im Frühjahr des Jahres 1969 Warner Bros. vorlegte, lehnte das Studio zunächst ab. Daraufhin versuchte sich Lucas daran, das Drehbuch umfassend zu überarbeiten. Zusätzlich wurde die nächste Fassung von THX 1138 von dem Drehbuchautor Oliver Hailey ausgearbeitet. Da die daraus folgende Fassung nicht Lucas Vorstellungen entsprach, wurde zusammen mit Walter Murch eine vierte Fassung erarbeitet. Das resultierende Drehbuch wurde von Warner Bros. erneut abgelehnt.
Als Kinney, der Vorstand von Warner Bros., die Geschäftsführung an Stephen J. Ross übertrug, legte George Lucas sein Drehbuch erneut vor, ohne dabei zu erwähnen, dass es bereits abgelehnt worden war. Daraufhin überzeugte Lucas den neuen Produktionschef von Warner Bros. John Calley, der dem Projekt ein vorläufiges Budget in Höhe von einer Million US-Dollar gewährte.

#### Casting
Lucas hatte sich im Zuge der gemeinsamen Dreharbeiten zu Liebe niemals einen Fremden mit Robert Duvall angefreundet und begann, ihn für die Hauptrolle ins Auge zu fassen, noch während er die erste Drehbuchfassung von THX 1138 verfasste. In der von Lucas und Murch überarbeiteten Fassung von THX 1138 war die Rolle von SEN weiter ausgebaut worden. Er trug nun den Namen SEN 5241 und war ein Mann mittleren Alters, der THX als Mitbewohner auswählt. Die Rolle wurde mit dem bekannten britischen Schauspieler Donald Pleasence besetzt. Die Rolle der Mitbewohnerin von THX wurde im Laufe der Entwicklung des Drehbuches ebenso beträchtlich erweitert. Beim Vorsprechen der geeigneten Schauspieler für LUH warnte Lucas bereits davor, dass sich alle Figuren des Films den Kopf rasieren müssten.
Maggie McOmie hatte erst kürzlich ihr Schauspielstudium am San Francisco State College abgeschlossen. Es machte ihr nichts aus, sich den Kopf zu rasieren (sie war die einzige Kandidatin, die dazu bereit war) und die Liebesszenen mit Robert Duvall nackt zu spielen. Die Rolle von SRT wurde mit dem fast zwei Meter großen Schauspieler Don Pedro Colley besetzt, der zuvor in der vierten und fünften Staffel von Daniel Boone des Fernsehsenders NBC mitgewirkt hatte. Michael Haller wurde mit den Aufgaben eines künstlerischen Leiters betraut.

#### Dreharbeiten
Die Dreharbeiten begannen am 22. September, Drehort war das Tunnelsystem der neuen U-Bahn-Linie der San Francisco Bay Area, auch genannt BART (Bay Area Rapid Transit). Beim Filmen machte sich Lucas den Umstand zunutze, dass sich das Bahnnetz noch im Bau befand und er in bedrückend menschenleeren Tunneln drehen konnte. Bei den Autos handelte es sich um eine Lola T70 mit aufgesetzter Dummy-Turbine.
Während der gesamten Produktion von THX 1138 achtete George Lucas darauf, Einstellungen zu verwenden, wie man sie aus Dokumentarfilmen kannte. Die beiden Kameramänner Albert Kihn und David Myers kamen sogar aus der Dokumentarfilmbranche. Gleichzeitig bemühte er sich, die rein fiktive Gesellschaftsordnung des Films absolut realistisch zu repräsentieren und bezeichnete diese Art visueller Lebensnähe in Anlehnung an eine Formulierung Akira Kurosawas als „makellose Realität“.
Die Kameraführung griff auf starre Perspektiven zurück, ohne nennenswerte Kamerabewegungen und stilistisches Verwackeln. Kamerabewegung kam nur vor, wenn sich Objekte bewegten. In diesem Fall ließ man die Kamera mit dem Objekt mitschwenken. Oft ging die Kameraregie so weit, dass man Leute aus dem Bild wandern ließ, ohne dabei den Ausschnitt anzupassen.
Während Lucas und sein Filmteam in den Straßen von San Francisco filmten, machten sich die zuständigen Führungskräfte bei Warner Bros. Sorgen um den sich allmählich abzeichnenden Charakter des Films. Es war keineswegs sicher, dass Lucas seinen ersten Spielfilm würde abschließen können und Warner Bros. die weitere Finanzierung des Projekts nicht stoppen würde. Deshalb mussten die eigentlichen Dreharbeiten zügig vorangetrieben werden, was mit einem Arrangement von zwei Kameras bewerkstelligt wurde. Dieser Ansatz brachte den zusätzlichen Vorteil, dass Lucas bei spontanen Einstellungen Aufnahmen aus verschiedenen Perspektiven liefern konnte.
Die letzte Einstellung des Films, in der THX an die Erdoberfläche steigt und den leuchtenden Sonnenuntergang vor sich erblickt, stellte eine identische Neuauflage derselben Szene in der studentischen Version des Films dar. In dieser extremen Totalen wurde THX nicht wie üblich von Robert Duvall gespielt, sondern von Matthew Robbins, dem zweiten Autor der ursprünglichen Geschichte des Studentenfilms.

### Postproduktion
Nach Abschluss der Dreharbeiten von THX 1138 wurde die Postproduktion auf dem speziell dafür umgebauten Dachboden von Lucas’ Haus in Mill Valley vorgenommen. Besonders dieser Teil der Filmproduktion erbrachte die schwersten Komplikationen und Meinungsverschiedenheiten zwischen Lucas und dem Geldgeber Warner Bros.

#### Schnitt
Lucas verbrachte im eigens umgebauten Dachboden seines Hauses zusammen mit Murch viel Zeit mit dem Schneiden des Films. Im Mai 1970 wurde die erste Schnittfassung Warner Bros. gezeigt. Während und nach der Filmvorstellung zeigte sich die Geschäftsführung befremdet darüber, dass Lucas einen Film gedreht hatte, der sich grundsätzlich deren Vorstellung entzog. Der Film verfehlte ihrer Meinung nach die gewünschte dynamische Handlungsentwicklung und war zudem zu abstrakt und unwirklich.
Nachfolgend wurde Fred Weintraub mit der Koordinierung einer neuen Schnittfassung beauftragt, und Lucas setzte eine Reihe von Sitzungen an, um einen für alle Beteiligten akzeptablen Kompromiss zu finden. Lucas setzte seine Bemühungen fort, THX 1138 neu zu schneiden, sah aber irgendwann keine Grundlage mehr für eine weitere Zusammenarbeit mit Weintraub. Infolgedessen wurde er von der Mitarbeit am Film entbunden. Mit dem Schnitt wurde Rudi Fehr beauftragt, ein festangestellter Filmeditor bei Warner Bros., der die Spielzeit von THX 1138 um fünf Minuten kürzte und dadurch Lucas’ Misstrauen gegenüber der Unternehmenskultur von Hollywood in Ablehnung umschlagen ließ.

#### Soundtrack
Im August 1970 begann der Komponist Lalo Schifrin, ein gebürtiger Argentinier, an der Filmmusik für THX 1138 zu arbeiten. Schifrins Kompositionen erkannten und ergänzten den ursprünglich experimentellen Ansatz von Lucas und Murch für die Soundkulisse des Films und griffen an manchen Stellen den japanischen Einfluss auf, den Lucas schon in seiner Auswahl der Drehorte bevorzugt hatte. Schifrins Filmmusik wurde im Oktober aufgenommen und kurze Zeit später für den Film abgemischt.

### Kinostart
Der Kinostart von THX 1138 am 11. März 1971 ging ohne großes Aufsehen vonstatten, und der Film wurde nur spärlich, wenn auch im Allgemeinen positiv, von der Filmkritik aufgenommen. Da Warner Bros. keinen Sinn darin sah, die Schalenbewohner in den Vordergrund zu stellen, wurde der Film unter Verwendung einer Nahaufnahme eines der Polizeibeamten vermarktet. Auf dem Kinoplakat war der Slogan „Die Zukunft ist da.“ zu lesen. In Deutschland wurde er am 30. Dezember 1978 erstmals im Fernsehen gezeigt.
Im Jahr 1971 ließ Lucas seine Erfahrungen mit THX 1138 noch einmal in dem Dokumentarfilm namens George Lucas: Maker of Films Revue passieren. Die Sendung wurde vom nicht-kommerziellen  Sender KCET in Los Angeles produziert und vom Autor und Kritiker Gene Youngblood präsentiert. Im Gespräch mit Youngblood kritisierte Lucas die eigensinnige Vorgehensweise von Warner Bros:

„Filme machen ist eine Kunst; Filme verkaufen ist ein Geschäft. Das Problem ist nur, dass die keine Ahnung haben, wie man Filme verkauft. Deswegen versuchen sie, Filme zu machen, in die Leute reingehen, ohne dass sie ihnen groß verkauft werden müssen. Darin sehe ich das eigentliche Problem. Die verlieren das Interesse, sobald sie es mal nicht mit einem Film zu tun haben, den man nur in die Kinos bringen muss und die Leute kommen in Scharen.“

Nach Lucas überraschendem Erfolg mit Krieg der Sterne im Jahr 1977 brachte Warner Bros. im September desselben Jahres THX 1138 erneut in die Kinos, wobei die neuen Plakate die jüngsten Erfolge des Regisseurs miteinbezogen: „Bevor George Lucas mit Krieg der Sterne in die Tiefe des Alls vordrang, erforschte er die Abgründe der Gesellschaft in THX 1138.“
Bei beiden Veröffentlichungen scheiterte THX 1138 kläglich an den Kinokassen. Dennoch konnte der Film dank Lucas’ späterer Kinoerfolge einem größeren Publikum vorgestellt werden, wodurch die Produktionskosten mithilfe von diversen TV-Rechten und der späteren DVD-Veröffentlichung im Jahr 2004 wieder eingespielt werden konnten.

### DVD-Veröffentlichung
Am 10. September 2004 erschien ein Director’s Cut von THX 1138, in den die durch Warner Bros. gekürzten Szenen wieder eingefügt worden waren. In Zusammenarbeit mit Lowry Digital Images gelang es Lucasfilm, den Film zu restaurieren und nachzuarbeiten. John Lowry, der Gründer der Firma, restauriert Filme seit 1971. Zu den bekanntesten Aufträgen der Firma zählte auch die DVD-Box von Die Abenteuer des jungen Indiana Jones und der Originaltrilogie von Star Wars.
Das ursprüngliche Negativ von THX 1138 war seit 1971 stark angegriffen worden und war in den Szenen mit dem weißen Set wegen der hochgradigen Verschmutzung und Körnigkeit des Bildes gänzlich ungeeignet für eine Konvertierung in das digitale Format. Mithilfe von verschiedenen Negativen aus den Reserven von Warner Bros. und Lucasfilm unterzog man den Film zuerst einer internen Restaurierung, in der die verschiedenen Negative zusammengeschnitten wurden. Industrial Light and Magic retuschierte den Schmutz und die Kratzer, reparierte das Negativ digital und führte die Farbkorrektur für den Film durch. Anschließend wurde bei Lowry Digital Images die Schärfe der Details so verbessert, dass sie intensiver wirkten. Außerdem wurde die Körnung des Materials reduziert.

## Synchronisation
Die erste deutsche Synchronisation erfolgte 1977 von der Berliner Synchron GmbH im Auftrag der ARD. 2004 erfolgte für die Veröffentlichung des Director’s Cut auf DVD eine neue Synchronisation durch Blackbird Music Musik- u. Filmsynchron, Berlin.
| Darsteller         | Rolle           | Deutscher Sprecher | Deutscher Sprecher        |
| Darsteller         | Rolle           | ARD 1977           | Director’s-Cut 2004       |
| ------------------ | --------------- | ------------------ | ------------------------- |
| Robert Duvall      | THX 1138        | Norbert Langer     | Norbert Langer            |
| Maggie McOmie      | LUH 3417        | Edeltraut Elsner   | Ranja Bonalana            |
| Donald Pleasence   | SEN             | Wolfgang Spier     | Reinhard Kuhnert          |
| Ian Wolfe          | PTO             | Herbert Stass      | Jochen Schröder           |
| Don Pedro Colley   | SRT             | Hans Künstler      | Tilo Schmitz              |
| David Ogden Stiers | Ansager         |                    | Matthias Klages           |
| Marshall Efron     | TWA             |                    | Matthias Klages           |
| Robert Feero       | Chrome Robot #1 |                    | Sebastian Christoph Jacob |
| Doc Scortt         | Monk            |                    | Sebastian Christoph Jacob |
| James Wheaton      | OMM             |                    | Lutz Riedel               |

## Kritiken
- „Die Regierung, die wie eine erbärmliche Kombination von Mao Zedong und Steuerfahndung wirkt, behandelt alle Personen als Consumer-Produzenten, deren Leben nur der Verbesserung des glorreichen Staates dient. In einer Welt zunehmender Monotonie lässt Lucas als einzigen Lichtblick gelegentlich seinen Sinn für Humor aufblitzen: Beim Fernsehen schaltet THX auf einen Sender um, auf dem nur endlose Prügelszenen gezeigt werden – ein Zerrbild der Gewalttätigkeit und des Sadismus im heutigen Fernsehen, wobei die verdrießlichen Einzelheiten einer Handlung gleich ganz ausgespart sind.“
“The government—a wretched wedding of Mao Tse-tung and the Internal Revenue Service—treats each person as a consumer-producer who lives to enhance the glorious state. In a world of progressive monotony, Lucas flashes some bright signs of humor: when THX (Robert Duvall) watches television, he turns to a channel where a beating proceeds incessantly---the violence and sadism of today’s viewing, minus the annoyances of plot.”
Stefan Kanfer im Time-Magazine vom 29. März 1971[4]
- Roger Ebert lobt die Visualität des Films, während er die Geschichte als sehr simpel bezeichnet. Hinsichtlich der Eindringlichkeit der Bilder stellt er THX 1138 zudem mit Teilen anderer Science-Fiction-Filme aus der Zeit des New Hollywood wie 2001: Odyssee im Weltraum (1968), Lautlos im Weltraum (1972) oder Andromeda – Tödlicher Staub aus dem All (1971) auf eine Stufe.
“‘THX 1138’ suffers somewhat from its simple storyline, but as a work of visual imagination it’s special, and as haunting as parts of ‘2001: A Space Odyssey,’ ‘Silent Running’ and ‘The Andromeda Strain.’”
Roger Ebert in der Chicago Sun-Times (1971)[5]
- Jonathan Rosenbaum nennt THX 1138 eine düstere SF-Parabel, die wesentlich ambitionierter sei als die späteren Werke von George Lucas.
“The surprising thing about George Lucas’s first feature (1971), a dystopian SF parable now digitally enhanced and expanded by five minutes, is how arty it seems compared to his later movies.”
Jonathan Rosenbaum im Chicago Reader vom 10. September 2004[6]
- „THX 1138 ist ein verstörendes Sci-Fi-Drama, das den Betrachter anregt, über Richtigkeit oder Falschheit unserer Gesellschaft nachzudenken. Es zeichnet eine Vision, die mehr und mehr Realität wird. Denn die Abhängigkeit der Menschheit zu technologischen Errungenschaften wird immer größer, während die kritische Hinterfragung der Dinge und das Verständnis dafür auf der Strecke bleiben. THX 1138 kritisiert diesen verantwortungslosen Umgang mit der Wissenschaft. Gepaart mit den verstörend wirkenden Kulissen, der Kühle der Bilder, den dröhnenden Geräuschen erreicht der Film eine Brillanz, die eine schockierende, aber realistische Prophezeiung vermittelt.“
Joss Friedrich Kurz(film), Der linke Berliner, 23. Mai 2005[7]
- „George Lucas’ Erstlingsfilm ist ein komplexes und sehr originelles, freilich nicht leicht zu rezipierendes Science-Fiction-Abenteuer und zugleich eine bewegende Warnung vor den Gefahren einer mechanisierten Welt.“
Lexikon des internationalen Films[8]
- „THX 1138 ist weniger eine Vision der Zukunft als eine grimmige Ausweitung der Gegenwart… Lucas hat sein System so engmaschig aufgebaut, daß man die Flucht Duvalls auf einem solch simplen Abenteuerniveau zwar kaum akzeptieren kann, aber das ist nur ein kleiner Vorbehalt gegen einen äußerst professionell gemachten Erstlingsfilm.“
Paul D. Zimmerman im Nachrichtenmagazin Newsweek, hier zitiert nach: Hahn/Jansen, S. 499

## Sonstiges
1983 gründete George Lucas die Firma THX Ltd., die ursprünglich zur Etablierung eines Standards von Tonsystemen in Kinosälen diente.
Die Idee, dass Menschen Nummern statt Namen tragen, findet sich auch in dem Film Just Imagine und dem Roman Wir.
Die Erwähnungen in der Gegenwartskultur, gerade der Zahl, sind vielfältig:
- In fast allen Filmen der Star-Wars-Reihe, bis auf Episode VI, sowie in vielen anderen Werken George Lucas’ kommt die 1138 vor. Zum Beispiel in Episode I auf dem Rücken des Kampfdroiden, den Jar Jar Binks kurz nach dessen Deaktivierung umwirft. In der ersten Folge der dritten Staffel von Star Wars: The Clone Wars, Klonkadetten, wird das Manöver „THX“ mit der Variable „1138“ ausgeführt. In Episode IV erwähnt Luke Skywalker auf dem ersten Todesstern den „Zellblock 11–38“. Auch finden sich in sehr vielen Star-Wars-Computerspielen versteckte Hinweise auf den Film. Beispielsweise melden sich Sturmtruppler in Spielen oft mit dem Ausruf „THX eins eins drei acht meldet sich zur Stelle“ oder bestimmte Ziele befinden sich in „Sektion 11/38“.
- Im Film American Graffiti ist eines der Autokennzeichen „THX-138“ (weil kalifornische Kennzeichen damals sechsstellig waren).
- Eine weitere Anspielung findet sich beispielsweise im Vorspann der Fernsehserie Pinky und der Brain, wo Brain die Gleichung der „Theorie von allem“ löst, die „THX = 1138“ ergibt.
- Der Ton der Prügelszene aus dem TV-Hologramm wird von der Gruppe Nine Inch Nails als Beginn im Stück Mr. Self Destruct benutzt.
- Bei der Verfolgungsjagd zum Ende von THX 1138 bemerkt jemand „…ich glaube, ich habe einen Wookiee überfahren“. Gemeint ist damit eine Kreatur, die an der Oberfläche lebt, der Begriff wurde dann auch in Star Wars verwendet.
- Die Optik des Films wurde z. B. 1982 von der Rockband Queen für das Video ihres Songs Calling All Girls (aus dem Album Hot Space) übernommen.
- Eine ähnliche Handlung verwendet der Film Equilibrium – Killer of Emotions (2002). Auch in den Spielfilmen Die Insel (2005), Gattaca (1997) oder Flucht ins 23. Jahrhundert (1976) sind Parallelen zu erkennen.